# Arte de las Islas Cook

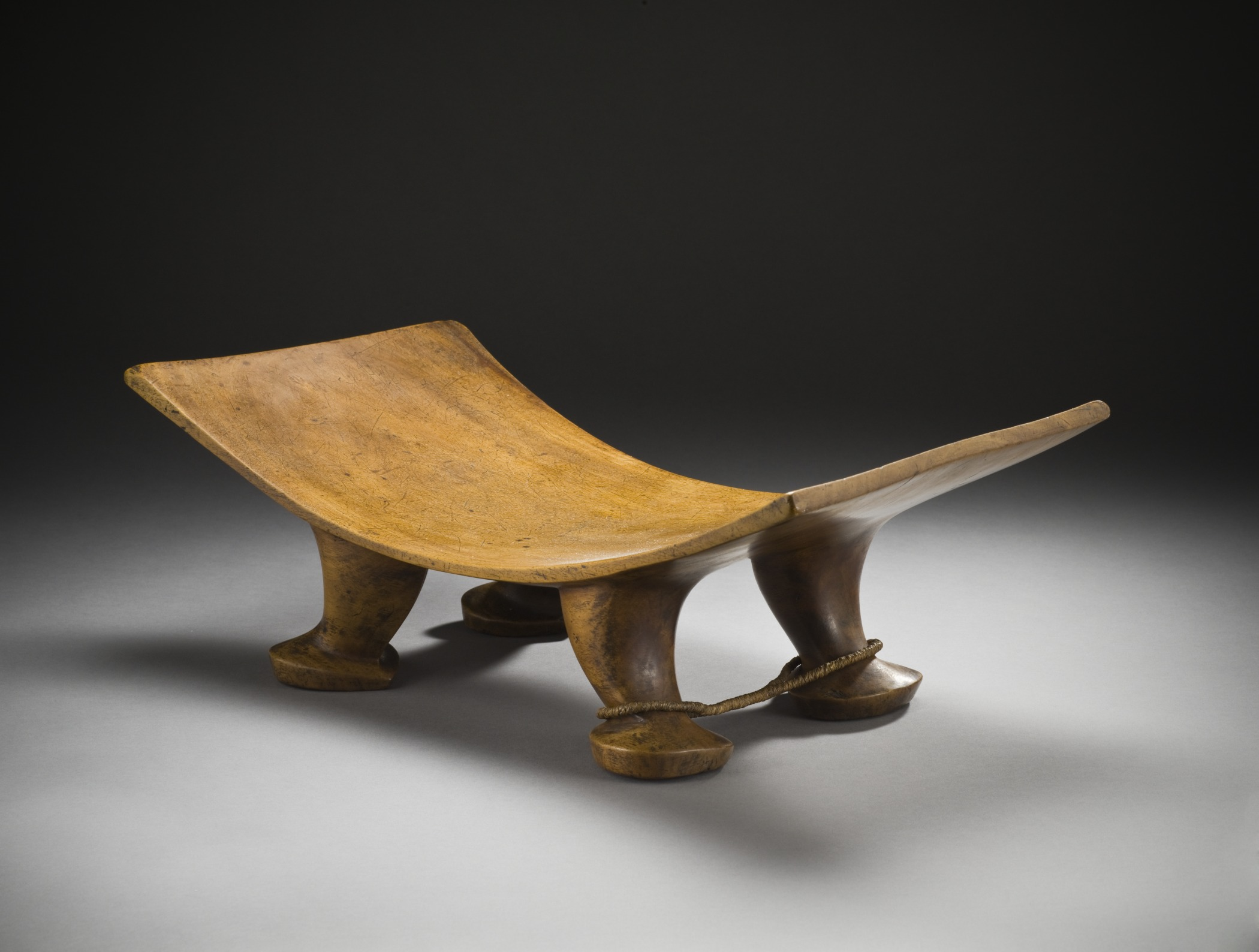
Asiento o silla, posiblemente de Atiu

El arte de las Islas Cook en su forma más común es la talla en madera. La escultura en piedra es mucho más rara, aunque hay algunas excelentes tallas en basalto de Mike Taveoni. La proximidad de las islas del grupo meridional contribuyó a producir un estilo homogéneo de tallado, pero que tuvo un desarrollo especial en cada isla. Rarotonga es conocida por sus dioses pescadores y los dioses de bastones. Atiu por sus sillas de madera, Mitiaro, Mauke y Atiu por sus dioses de maza y postes decorativos y Mangaia por sus adzes -azuelas- ceremoniales. La mayoría de las esculturas de madera originales fueron retiradas por los primeros coleccionistas europeos o quemadas en gran número por los fanáticos misioneros.
Hoy en día, la talla ya no es la principal forma de arte con el mismo énfasis espiritual y cultural que le dan los maoríes en Nueva Zelanda. Sin embargo, hay esfuerzos continuos para interesar a los jóvenes en su herencia y se está realizando un buen trabajo bajo la guía de los talladores ancianos. Atiu, en particular, tiene una fuerte tradición de artesanías tanto en el tallado como en artes locales de la fibra como la tapa —similar a la tela kapa de Hawái—. Mangaia es la fuente de muchos adzes finos tallados en un estilo distintivo e idiosincrásico con el llamado diseño de «doble k». Mangaia también produce mazas trituradoras de alimentos tallados en la pesada calcita que se encuentra en sus extensas cuevas de piedra caliza.

## Talla
La talla era una parte importante de la antigua cultura de las Islas Cook, aunque gran parte de esto se ha perdido. Los antiguos isleños de las Islas Cook tallaban los palos de sus chozas, sus canoas y sus armas (palos y lanzas). Los modelos utilizados fueron los mismos que se usaron en tatuajes y teñidos en tela de tapa. Se cree que las familias tenían sus propios símbolos, al igual que algunas familias europeas tienen blasones.

### Dios de bastón
Las figuras de culto llamadas dioses de bastón o atua rakau de Rarotonga, aparentemente combinan imágenes de dioses con sus descendientes humanos. Su longitud oscila entre 71 cm y 5,5 m y se transportaban y exhibían horizontalmente. En un extremo hay una cabeza y brazos del dios progenitor en forma de hoja esquematizada con una sucesión de pequeñas figuras que se elevan desde su cuerpo, alternativamente con la cara completa y de perfil con el pene erecto. El propio bastón terminaba en un falo. Pero esta imagen sexual elaboradamente tallada tenía menos importancia para los rarotonganos que las plumas y los trozos de concha que representaban el alma del dios y que están guardadas en tela de corteza enrollados alrededor del centro del bastón.

### Dios de los pescadores
En los museos se encuentran una serie de imágenes llamadas el dios de los pescadores. Es probable que estas imágenes sean del dios del mar Tangaroa. Su función descansa únicamente en la autoridad de John Williams, quien imaginó una de ellas y se refirió a ella de esta manera:

Un ídolo, cuya figura en el lado opuesto es una representación correcta, se colocaba en la parte delantera de cada canoa de pesca; y cuando los nativos iban a una expedición de pesca, antes de partir, invariablemente presentaban ofrendas al dios, y lo invocaban para que les concediera el éxito.

## Tejido
Las islas exteriores producen el tejido tradicional de abanicos, esteras, cestería y sombreros. Los domingos, las mujeres llevan sombreros de culto a la iglesia, especialmente los ejemplos más finos. Están hechos de la fibra no rizada de la palma de coco y son de muy alta calidad. El equivalente polinesio de los sombreros de Panamá, son muy apreciados y son muy buscados por los visitantes polinesios de Tahití. A menudo, están decoradas con bandas de sombreros hechos de minúsculas conchas de pupu que se pintan y se cosen a mano. Aunque las conchas se encuentran en otras islas, su recolección y uso en trabajos decorativos se ha convertido en una especialidad de Mangaia.

## Tatuaje
El tatuaje fue prohibido en las Islas Cook después de la llegada de los misioneros, pero recientemente se ha vuelto popular de nuevo. Históricamente, las tribus o clanes de las Islas Cook generalmente reconocían un pez, ave, insecto o planta en particular que era sagrado para esa tribu y simbolizaba su unidad. La asociación ritual requiere que los miembros del clan traten al tótem con respeto. Su ayuda sobrenatural también podría ser buscada en tiempos de angustia. El símbolo del ciempiés con una mordedura venenosa es un tótem común de jefes y normalmente estaba tatuado en la espalda del jefe.
El capitán James Cook registró «tatau» como el término tahitiano cuando llegó allí en 1769, aunque tatau no es la única palabra para esta forma de arte. En algunas islas polinesias francesas y en algunas islas Cook se conocía como nana'o.

## Tivaevae

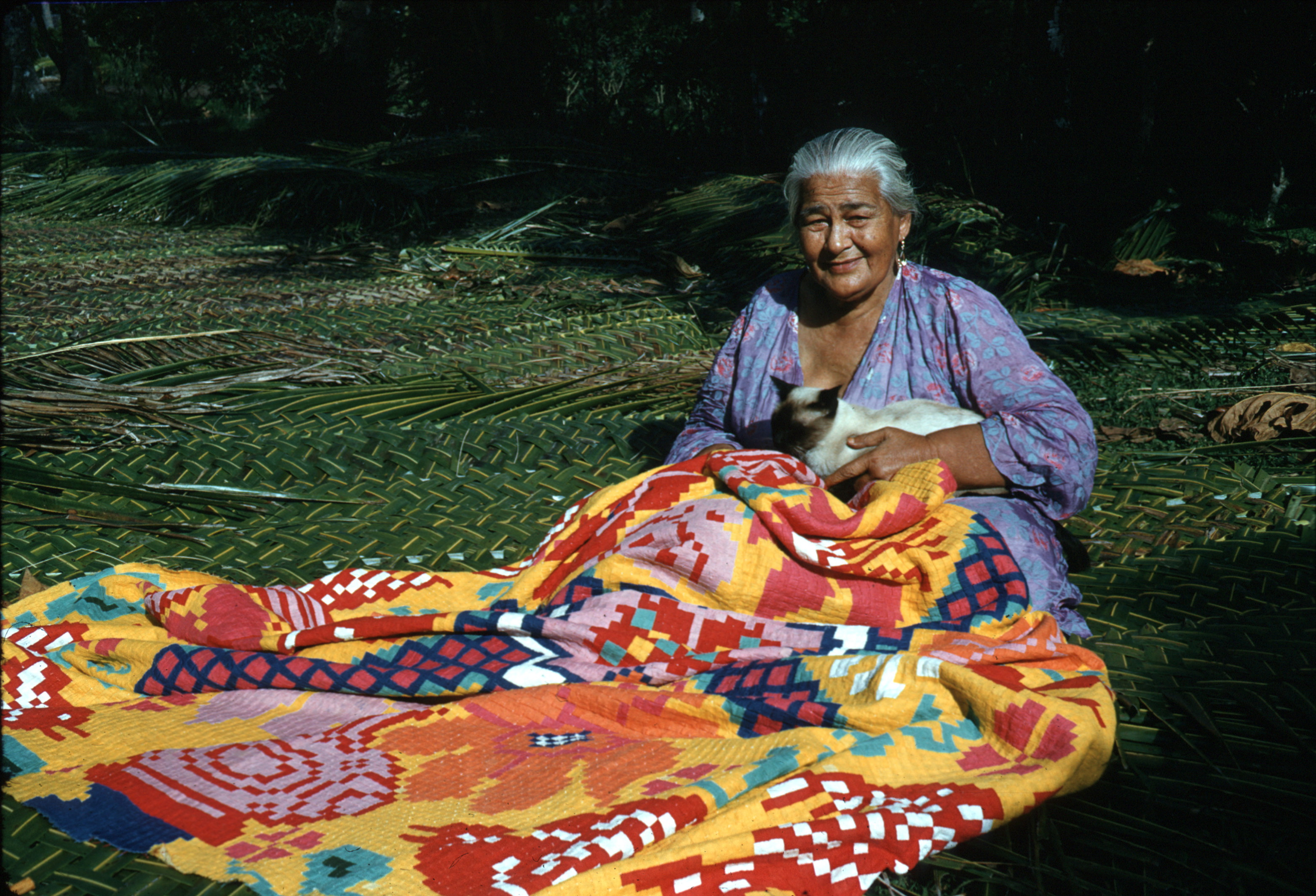
Mujer cosiendo un tīvaevae, en Rarotonga.

Una de las principales formas de arte propias de las Islas Cook es el tīvaevae. Se trata de un trabajo de aguja, en concreto la confección de edredones de patchwork a mano. Los diseños son impresionantes. Estas hermosas e intrincadas obras están hechas por mujeres. Tienen un gran valor intrínseco y se convierten en reliquias de familia.
A menudo se dan como regalos de amor y amistad. Suplantaron la tradicional entrega de tapas en ocasiones ceremoniales como bodas, funerales y corte de pelo. Tivaevae es una actividad comunitaria y varias mujeres suelen trabajar juntas en ella. La idea original fue introducida por las esposas de misioneros de Inglaterra y monjas de Tahití que enseñaban bordado, costura y ganchillo.
Tivaevae ha desempeñado un papel importante en la vida diaria de las mujeres de las Islas Cook. Dado que se trata en gran medida de una actividad social, casi siempre se lleva a cabo de forma comunitaria, ha tenido un gran impacto en la vida de las muchas mujeres que la practican. A pesar de su origen europeo, los patrones y técnicas han evolucionado hasta convertirse en estilos que ahora pertenecen claramente a las isleñas. Los tivaevae reflejan el entorno de las mujeres y suelen emplear diseños de flores, hojas, pájaros, peces, insectos y animales.

## Arte contemporáneo
Los artistas contemporáneos Eruera Nia y Tim Buchanan se presentan en la nueva Terminal Internacional, del Aeropuerto Internacional Rarotonga. Hasta 36 de los moldes de hormigón de Nia están colocados por toda la terminal, mientras que el mural de 10 metros de Buchanan se despide de los pasajeros mientras pasan a través de aduanas y seguridad. A finales de 2010, dos de las esculturas de Nia fueron adquiridas para la colección permanente de la Galería Nacional de Australia. Buchanan expondrá con BCA Gallery, Rarotonga en 2011.

## Galería

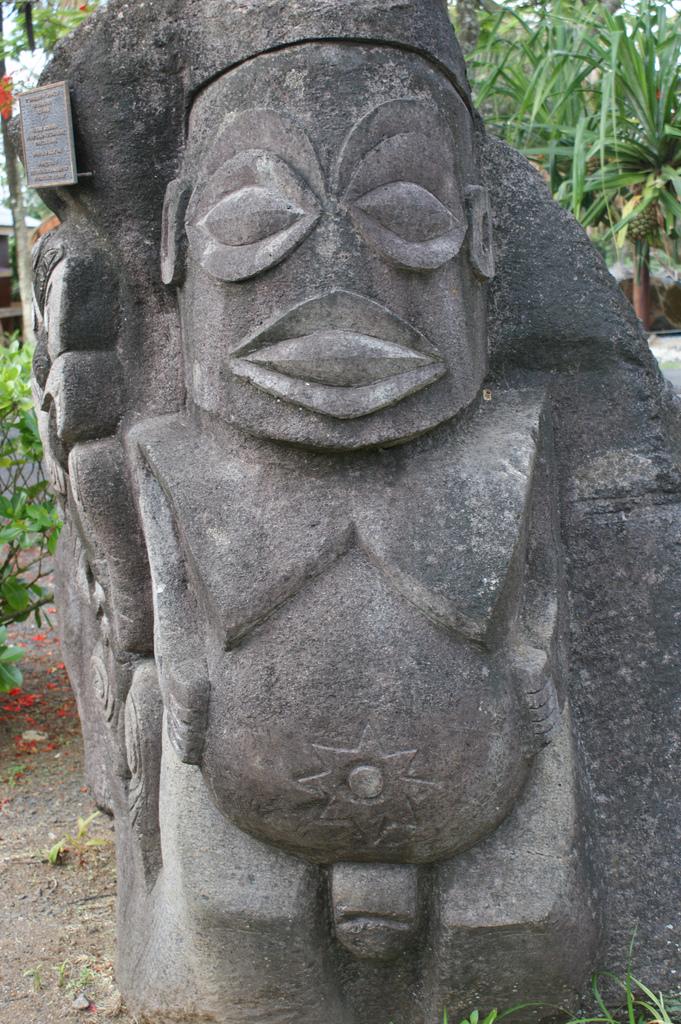
Escultura de piedra.
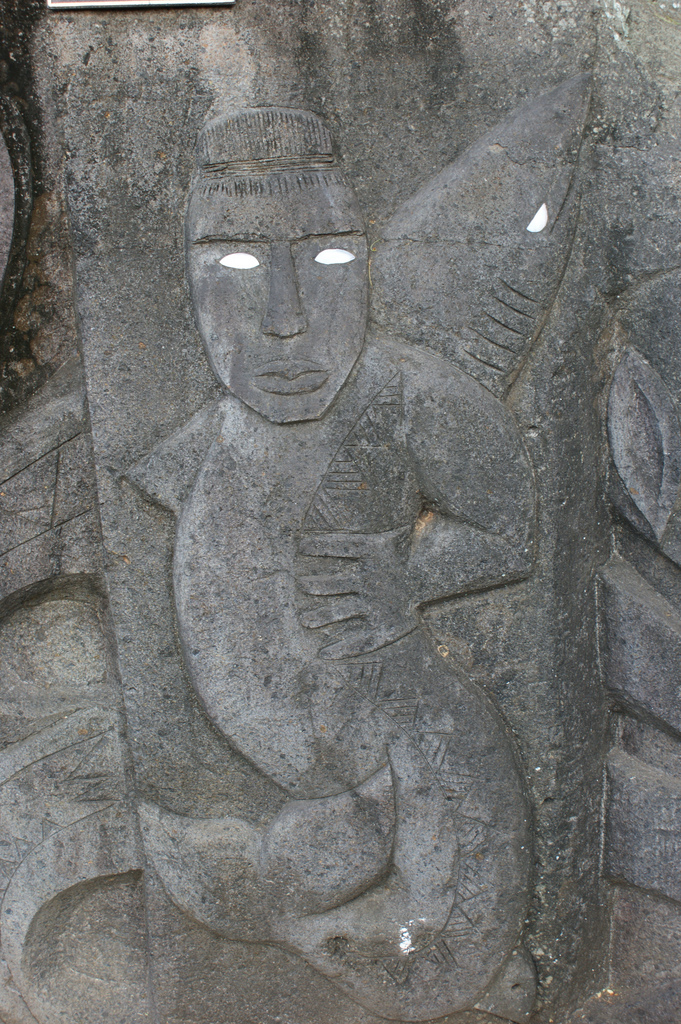
Escultura de piedra.
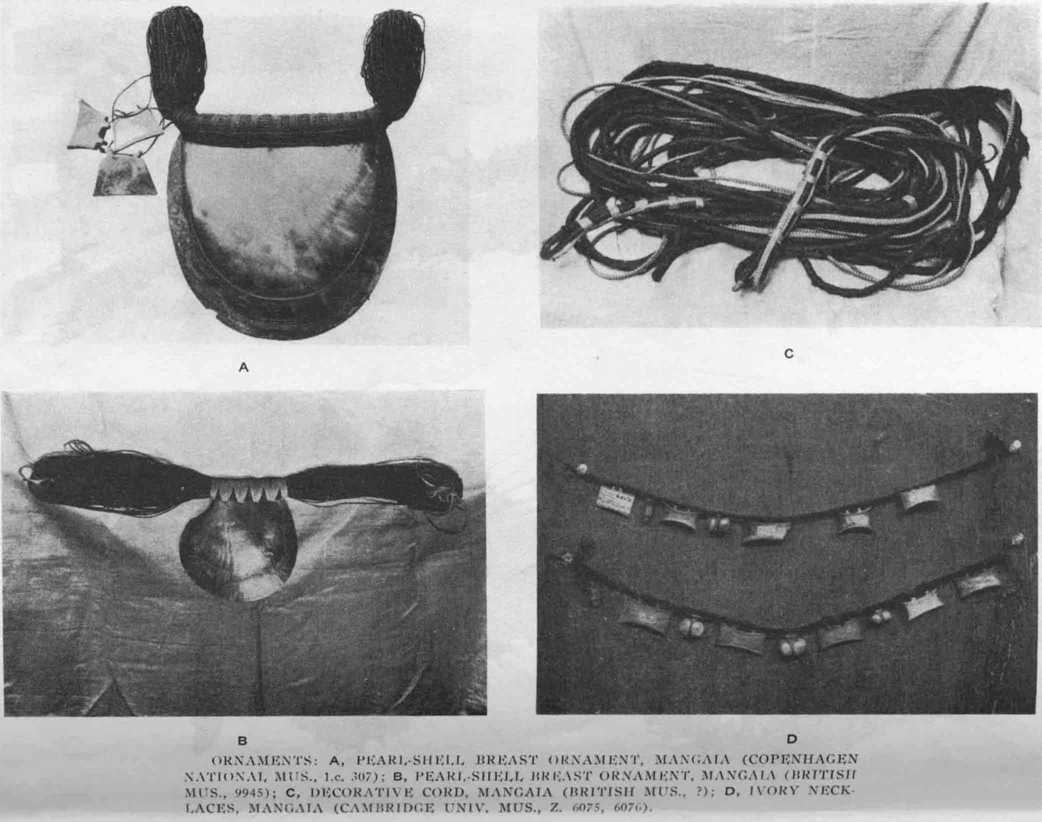
Adornos.
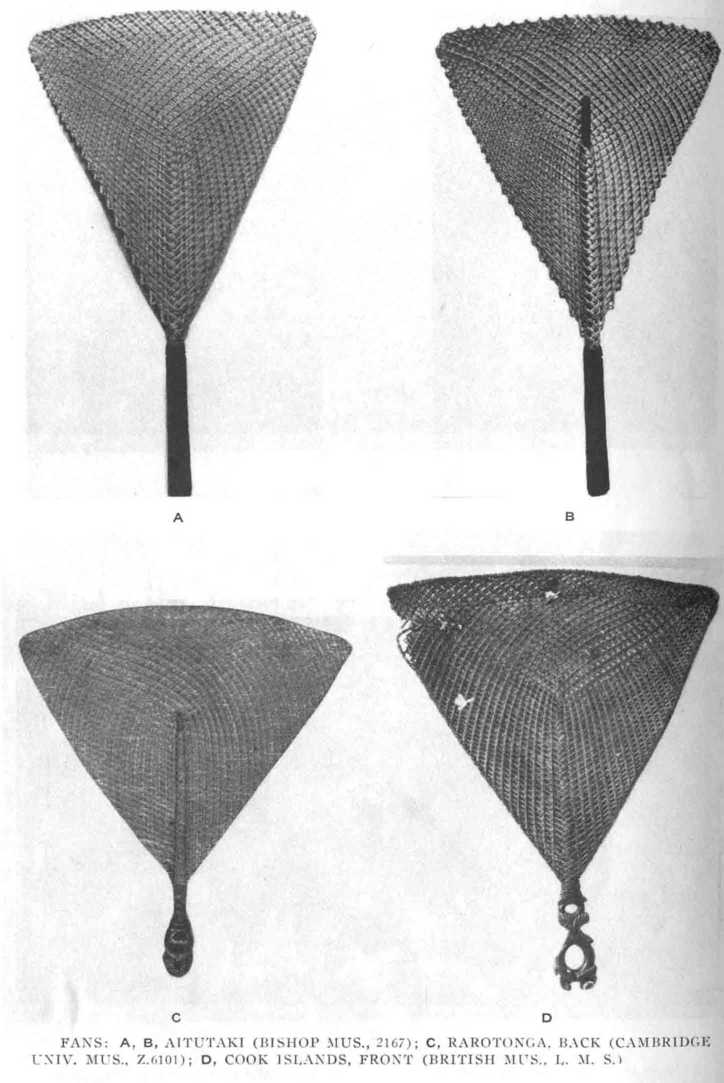
Abanicos.
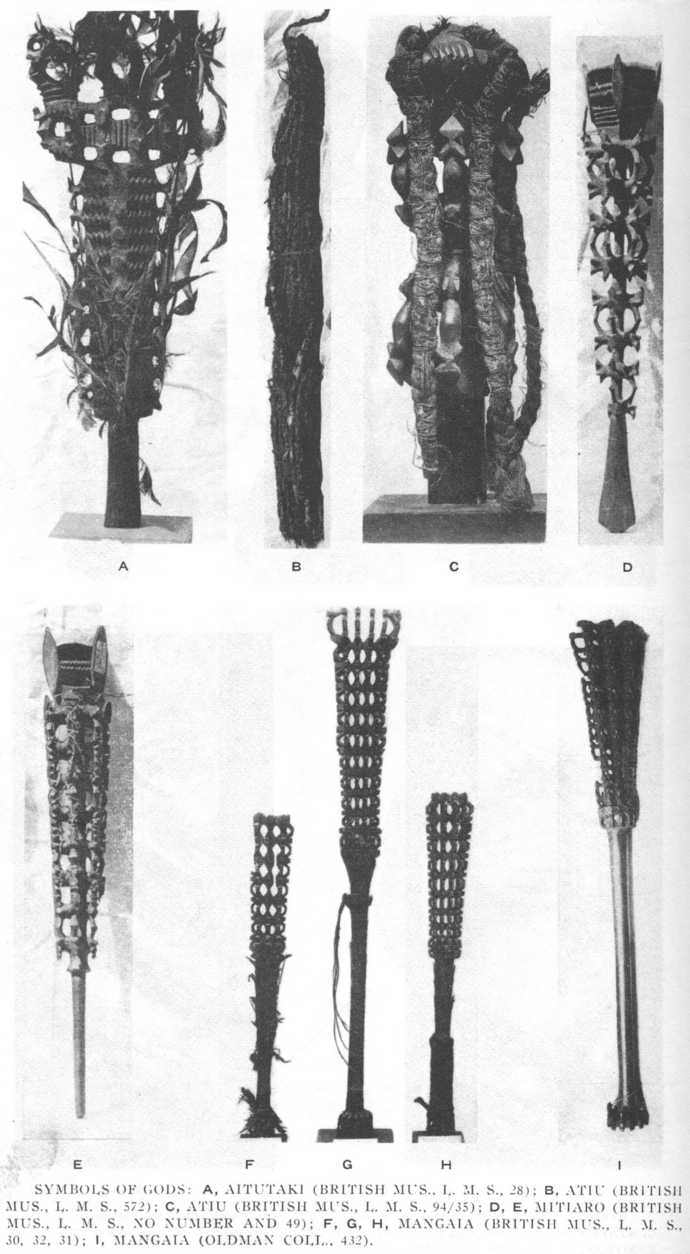
Símbolos de dioses.
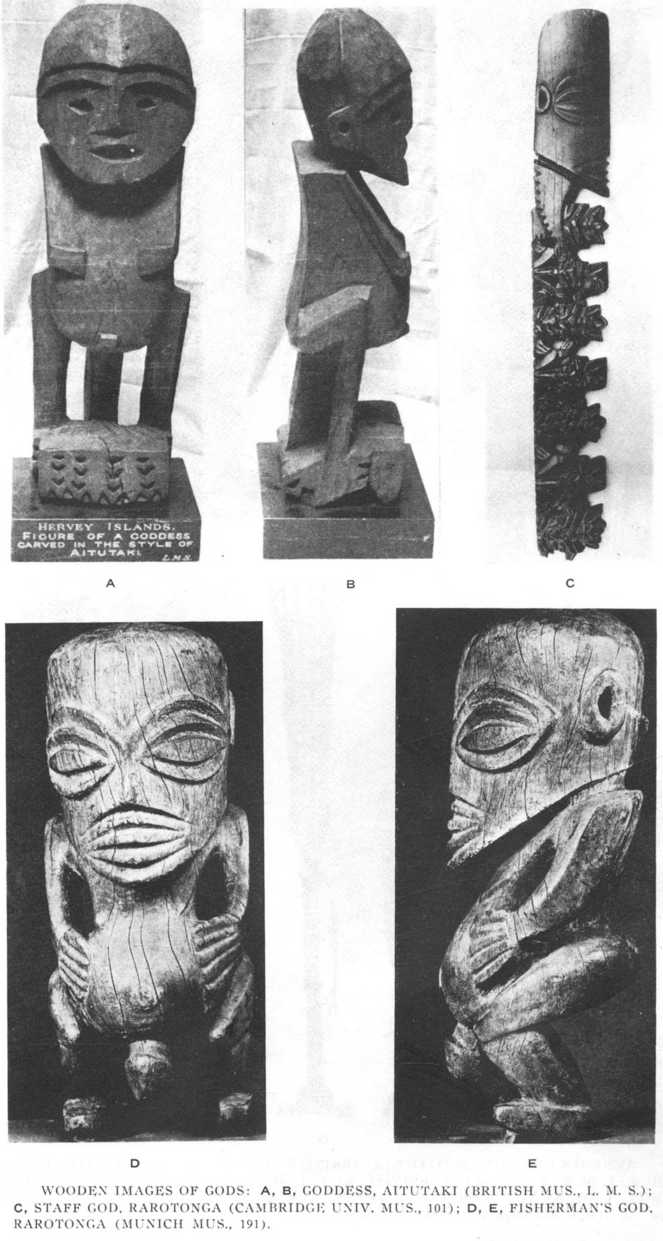
Imágenes de madera de dioses.